# ورق الصنفرة

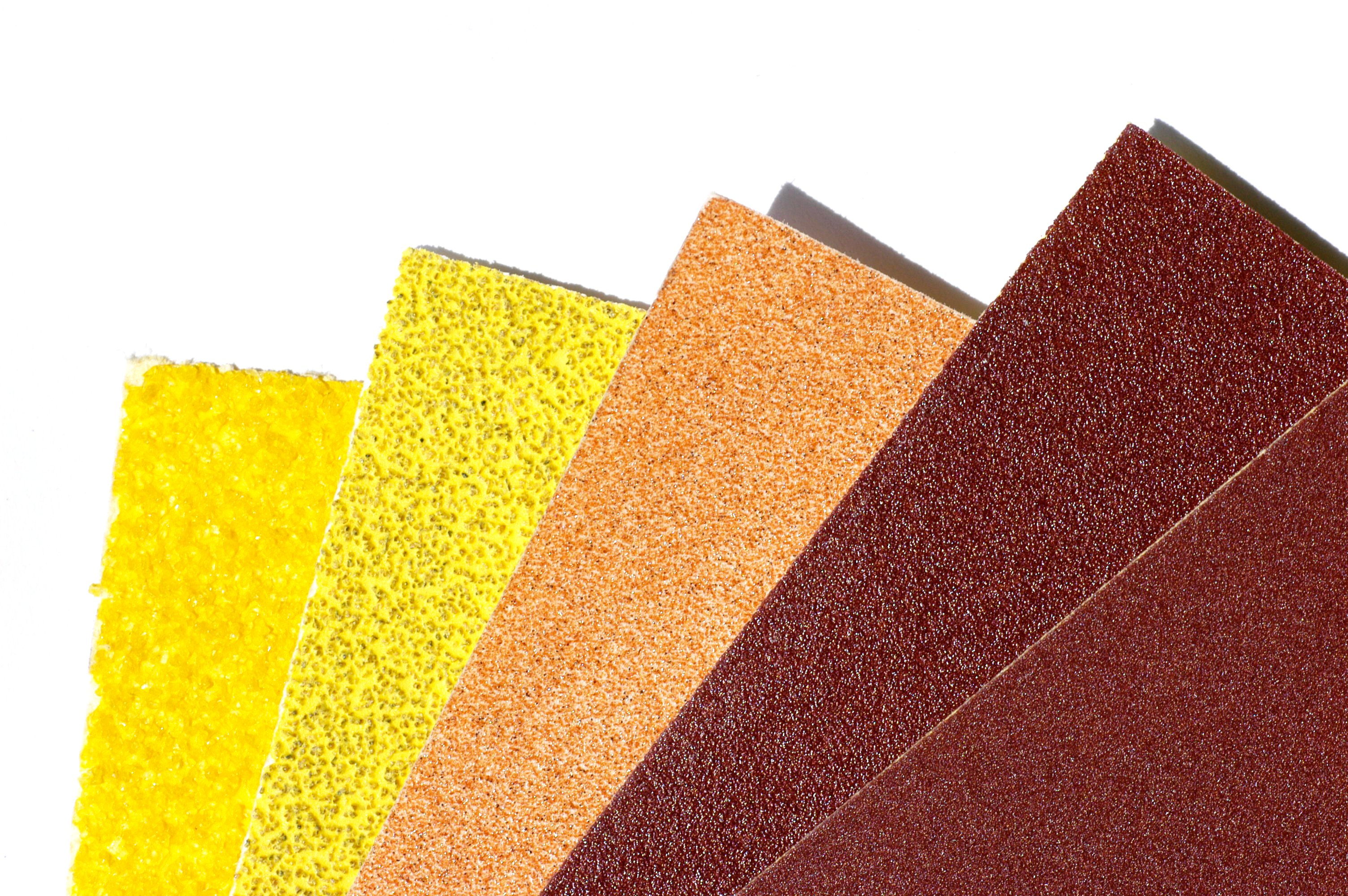
صفائح من ورق الصنفرة مع قطع مختلفة من الصخر الرملي (40، 80، 150، 240، 600).

ورق الصنفرة، يُعرف أيضًا باسم ورق الزجاج، وهو ورق ثقيل مع مادة كاشطة مثبتة بسطحه.
ورق الصنفرة هو جزء من عائلة "المواد الكاشطة المغلفة لمنتجات الكشط. وهو يستخدم لإزالة أجزاء صغيرة من أسطح المواد إما لجعلها أكثر نعومة (الطلاء وتشطيب الخشب)، عن طريق إزالة طبقة من هذه المادة (مثل الطلاء القديم)، أو في بعض الأحيان لجعل الأسطح أكثر خشونة (مثل التحضير للمواد اللاصقة). وممكن ان تستخدم ايضًا في برد الاخشاب لجعلها ناعمة أو تنظيف المعادن من الاوساخ كالحديد من الصَدِئَ.

## معلومات تاريخية
الحالة الأولى المسجلة لوجود ورق الصنفرة كانت في القرن الثالث عشر في الصين عندما التصقت مجموعة من الأصداف المتحطمة والبذور والرمال بمخطوطة ورقية بفعل الصمغ الطبيعي.
جلد سمك القرش استخدم أيضًا كورق صنفرة. تُستخدم القشور الخشنة للحفريات الحية لأسماك الكولاكنث بواسطة سكان منطقة جزر القمر كورق صنفرة.
يستخدم نبات ذيل الفرس الخشن المجفف والمسلوق في اليابان كمادة تلميع تقليدية أكثر نعومة من ورق الصنفرة.
ورق الصنفرة كان يُعرف في الأصل بورق الزجاج، لأنه يُصنع من جزيئات الزجاج. تكلسات الزجاج لها جزيئات ذات حواف حادة وتقطع بشكل جيد، أما حبيبات الرمال فهي ناعمة ولا تعمل جيدًا كورق الصنفرة المصنوع من الزجاج. تم تداول ورق الصنفرة الرخيص والمغشوش لفترة طويلة على أنه من النوع الأصلي المصنوع من الزجاج؛ وقد حذر ستوكر وباركر من هذا النوع في القرن الـ 17.
تم تصنيع ورق الزجاج بواسطة شركة جون أوكي في لندن عام 1833، وقد قامت بتطوير تقنيات وعمليات لصق جديدة تسمح بالإنتاج الضخم. سُجلت براءة الاختراع لعملية تصنيع ورق الصنفرة الرملي في الولايات المتحدة الأمريكية في 14 يونيو، عام 1834 بواسطة إيزاك فيشر، الابن في سبرينجفيلد، بفيرمونت.
في عام 1921، اخترعت شركة ثري إم نوعًا من ورق الصنفرة الرملي المدعوم بمقاومة الماء، والذي عُرف بأنه رطب وجاف. وقد أتاح هذا الاستخدام مع الماء، مما جعله بمثابة مادة تشحيم تزيل الجسيمات التي تعمل على تكلس الحبيبات الخشنة. واستخدامه الأول كان في إعادة طلاء السيارات.

## الأنواع

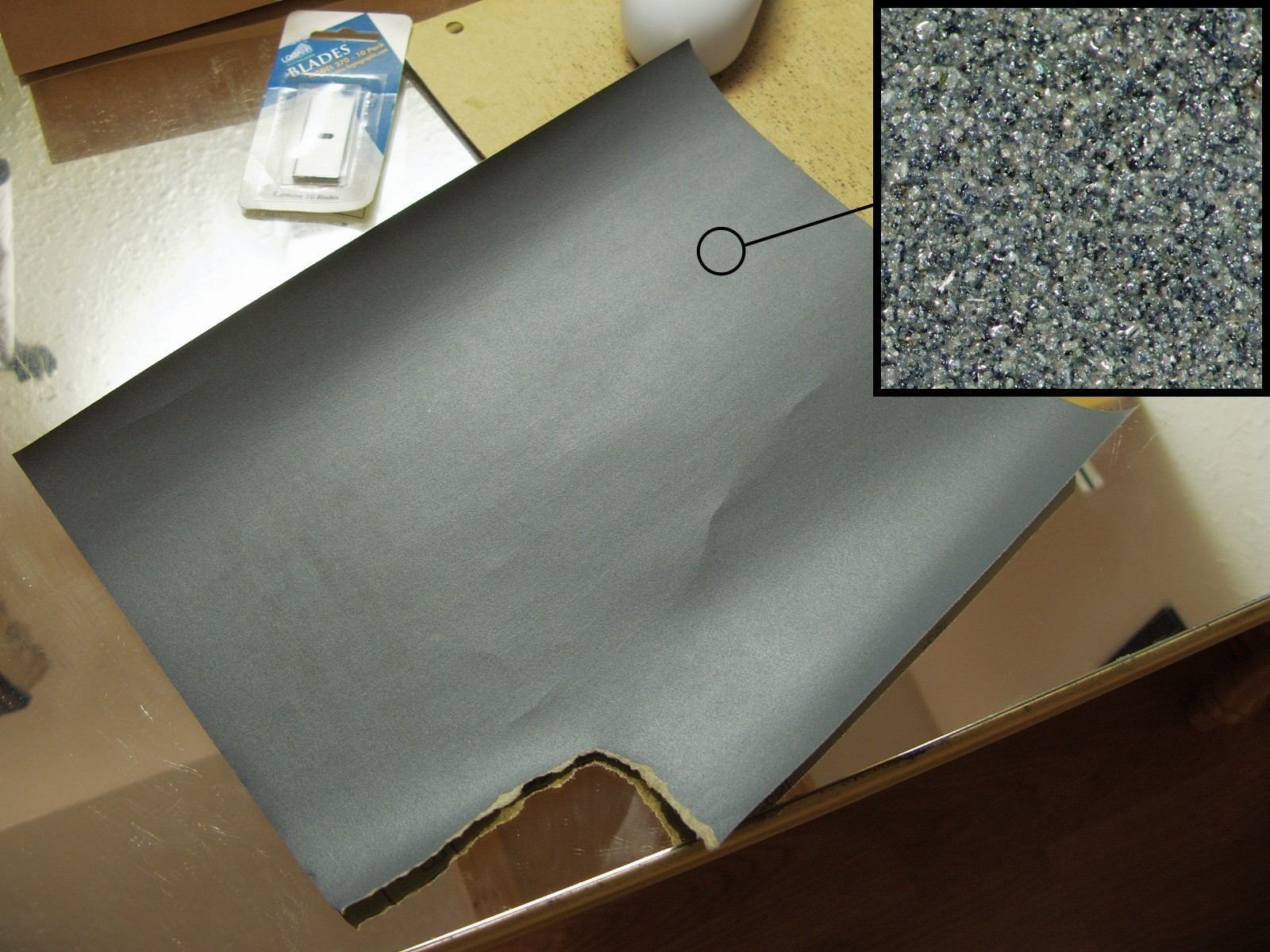
320 نوعًا من ورق الصنفرة الرملي المصنوع من حبيبات كربيد السيليكون، مع مشهد مُقرب.

هناك العديد من أصناف الصنفرة، مع اختلافات في الورق أو البطانة، والمادة المستخدمة لحبيبات الحصي، وحجم حبيبات الحصى، والتشطيب.

### مواد البطانة
بالإضافة إلى الورق، فإن بطانة الصنفرة تتضمن القماش (القطن، البوليستر، حرير الرايون)، ، وأفلام البولي إيثيلين تيريفثاليت والألياف أو المطاط. تبطين الصنفرة بالقماش يستخدم في أقراص وأحزمة الصنفرة، بينما يستخدم بلاستيك مايلر كبطانة مع الحبيبات شديدة النعومة. الألياف أو الألياف المغطاة بالكبريت تمثل مادة بطانة قوية للصنفرة والتي تتكون من عدة طبقات من الورق المشبع بالبوليمرات. يتم تمييز وزن مواد البطانة غالبًا بواسطة حرف. بالنسبة للورق كبطانة، فإن معدلات الوزن تتراوح بين "A" و"F"، على أن يشير حرف "A" إلى الأخف وحرف "F" إلى الأثقل. حروف تحديد الأوزان تتبع نظامًا مختلفًا مع القماش كبطانة، حيث تتراوح أوزان مادة الدعم بين J وX وY وT وM، من الأخف وزنًا إلى الأثقل وزنًا. البطانة المرنة تسمح للصنفرة بالتحكم في الحواف غير المنتظمة في العمل، أما البطانة غير المرنة نسبيًا فهي مثالية للأسطح المدورة والمسطحة. يُمكن أن تُلصق بطانة الصنفرة بالورق أو يمكن أن يتم تشكيل هيكل منفصل لدعم الصنفرة المتحركة، مثل تلك المُستخدمة في أحزمة وأقراص الصنفرة. الورق أو البطانة الأقوى تزيد من سهولة صنفرة الخشب، لذلك فإن جودة الصنفرة الرملية العالية أفضل كثيرًا من الجودة المنخفضة. كلما ازدادت قساوة مادة البطانة، كانت الصنفرة أسرع، وتآكل الورق بشكل أسرع، وأيضًا ازدادت خشونة السطح المُصنفر.

### المواد
المواد المُستخدمة من أجل كشط الجزيئات هي:
- الصوان: لم يعد من الشائع استخدامه.
- الجارنيت: استخدامه شائع في النجارة.
- السمبادج: استخدامه شائع في كشط وتلميع المعادن.
- أكسيد الألومنيوم: هو الأكثر شيوعًا لمجموعة واسعة من الحبيبات، وأقل تكلفة للوحدة؛ يمكن أن يستخدم مع المعادن (كمثال: هياكل المحلات) أو الأخشاب.
- كربيد السيليكون: متوفر مع الحبيبات شديدة الغلظة وحتى الحبيبات الدقيقة، واستخدامه شائع مع التطبيقات المبللة.
- أكسيد زركونيا الألومنيوم: (خليط من أكسيد الألومنيوم وأكسيد الزركونيوم يستخدم فقط مع تطبيقات ماكينات الطحن.
- أكسيد الكروم 3: يستخدم مع الورق المصنوع من حبيبات الميكرون شديدة النعومة (مستوى الميكروميتر).
- سيراميك أكسيد الألومنيوم: يستخدم في التطبيقات ذات الحرارة المرتفعة، كما يستخدم في كل من مواد الكشط المطلية ومواد الكشط المتماسكة.

يمكن أن يتحول سطح ورق الصنفرة إلى «إستارات» حين توضع مادة تشحيم جافة على مادة الكشط. أوراق الصنفرة المتحولة إلى إستارات تكون مفيدة في صنفرة الأسطح المطلية لأن ما يسمى بصابون الإستارات يمنع التكلس ويزيد من العمر الافتراضي النافع للصنفرة.
كلما ازدادت خشونة مادة الحبيبات، كانت صنفرة الأسطح المختلفة مثل الخشب أكثر سهولة. فالمادة المستخدمة في تلميع بلاط الجرانيت يجب أن تكون أكثر خشونة من الجرانيت.
الأسطح التي يتم كشطها في وقت لاحق تتضمن أقراص صنفرة الصلب المقاوم للصدأ ذي العمر الطويل.

### مواد الربط
تستخدم مواد لاصقة مختلفة لربط مواد الكشط بالورق لتجعله متماسكًا. أو الصمغ غير المرئي ما زال قيد الاستخدام، ولكن هذا النوع من الصمغ غالبًا لا يمكنه تحمل الحرارة الناتجة عن الصنفرة المميكنة كما أنه ليس مقاومًا للماء. الصنفرة المقاومة للماء أو الجافة/الرطبة تستخدم مادة ربط من الراتنج وبطانة مقاومة للماء.
الصنفرة الرملية يمكن أن تكون أيضًا مفتوحة الغلاف، حيث تكون جزيئات الكشط منفصلة عن بعضها البعض مما يجعل ورقة الصنفرة أكثر مرونة. وهذا يساعد على منع تكلس الصنفرة الرملية. ونجد أن أفضل استخدام لورق الصنفرة الجاف الرطب يكون حينما يكون مبللاً.

### الأشكال
يُصنع ورق الصنفرة الرملي في العديد من الأشكال والأحجام المختلفة:
- فرخ ورق الصنفرة: يكون عادة مقاس 9x11 بوصة، ولكن يوجد أحجام أخرى متاحة
- أما الحزام: فغالبًا ما يكون مبطنًا بالقماش، ويُصنّع بمقاسات متعددة وذلك ليناسب مختلف أحجام أحزمة ماكينات الصنفرة.
- وقرص الصنفرة: يُصنع ليناسب نماذج مختلفة من ماكينات الصنفرة القرصية والعشوائية المدورة. كما يمكن أن يُثقب من أجل بعض نماذج آلات الصنفرة. وتشمل الملحقات مادة لاصقة حساسة للضغط (PSA) و«الخطاف والحلقة» (مشابه لقفل فيلكرو).
- اللفائف: والتي تُعرف عند العديد من المقاولين بـ «لفائف الصوف»
- الصنفرة الإسفنجية: من أجل الأماكن الضيقة

## أحجام الحبيبات
حجم الحبيبات يعتمد على حجم جسيمات الكشط المتضمنة في ورقة الصنفرة. تم وضع العديد من المعايير المختلفة لتحديد حجم الحبيبات. هذه المعايير لا تحدد فقط متوسط حجم الحبيبات وإنما تحدد أيضًا حد الاختلاف المسموح به عن المتوسط. والمعياران الأكثر شيوعًا هما معيار الولايات المتحدة CAMI (معهد مصنعي مواد الكشط المطلية، والذي أصبح الآن جزءًا من رابطة مصنعي مواد الكشط المتحدة) والمعيار الأوروبي FEPA (الاتحاد الدولي لمصنعي مواد الكشط الأوروبيين) المستوى "P". معيار FEPA المعيار الأوروبي يماثل معيار ISO 6344 . وهناك أنظمة أخرى مستخدمة في ورق الصنفرة الرملي وهي تتضمن لجنة معايير الصناعة اليابانية JIS مستوى الميكرون (وهو يستخدم عادة مع الحبيبات متناهية الصغر). ويوجد ما يسمى بنظام «الواجب» ({0، 00، 000...} aka {1/0، 2/0، 3/0...}) والذي كان مُستخدمًا في الماضي بالولايات المتحدة. ورق الصنفرة الرملي الرخيص يستخدم أحيانًا بعض المصطلحات مثل «خشن»، و«متوسط»، و«ناعم»، ولكن غير واضح إلى أي المعايير تشير هذه المسميات.

### جدول أحجام الحبيبات
الجدول التالي، تم تجميع بياناته من المراجع الموجودة أسفل المقال، وهو يعرض معايير CAMI للولايات المتحدة ومعايير المستوى "P" الأوروبي ويقارنها بمتوسط معدلات حجم الحبيبات في الميكروميتر (الميكرون).
| | تعيين حجم الحبيبات حسب معياري ISO وFEPA | تعيين حجم الحبيبات حسب معيار CAMI | متوسط قطر الجسيمات (بالميكرون) |
| --- | --------------------------------------- | --------------------------------- | ------------------------------ |
| الحبيبات الكبيرة |                                         |                                   |                                |
| خشونة إضافية (إزالة سريعة جدًا للمادة، الصنفرة الأولية لأرضية من الخشب الصلد)                                                                 | P12                                     |                                   | 1815                           |
| خشونة إضافية (إزالة سريعة جدًا للمادة، الصنفرة الأولية لأرضية من الخشب الصلد)                                                                 | P16                                     |                                   | 1324                           |
| خشونة إضافية (إزالة سريعة جدًا للمادة، الصنفرة الأولية لأرضية من الخشب الصلد)                                                                 | P20                                     |                                   | 1000                           |
| خشونة إضافية (إزالة سريعة جدًا للمادة، الصنفرة الأولية لأرضية من الخشب الصلد)                                                                 | P24                                     |                                   | 764                            |
| خشونة إضافية (إزالة سريعة جدًا للمادة، الصنفرة الأولية لأرضية من الخشب الصلد)                                                                 |                                         | 24                                | 708                            |
| خشونة إضافية (إزالة سريعة جدًا للمادة، الصنفرة الأولية لأرضية من الخشب الصلد)                                                                 | P30                                     |                                   | 642                            |
| خشونة إضافية (إزالة سريعة جدًا للمادة، الصنفرة الأولية لأرضية من الخشب الصلد)                                                                 |                                         | 30                                | 632                            |
| خشونة إضافية (إزالة سريعة جدًا للمادة، الصنفرة الأولية لأرضية من الخشب الصلد)                                                                 |                                         | 36                                | 530                            |
| خشونة إضافية (إزالة سريعة جدًا للمادة، الصنفرة الأولية لأرضية من الخشب الصلد)                                                                 | P36                                     |                                   | 538                            |
| خشنة (إزالة سريعة للمادة) | P40                                     | 40                                | 425                            |
| خشنة (إزالة سريعة للمادة) |                                         | 50                                | 348                            |
| خشنة (إزالة سريعة للمادة) | P50                                     |                                   | 336                            |
| متوسطة (صنفرة الخشب المجرد لتجهيزه للتشطيب، وللإزالة اللطيفة للورنيش، وتستخدم أيضًا كشريط مقبض لوح التزلج)                                    |                                         | 60                                | 265                            |
| متوسطة (صنفرة الخشب المجرد لتجهيزه للتشطيب، وللإزالة اللطيفة للورنيش، وتستخدم أيضًا كشريط مقبض لوح التزلج)                                    | P60                                     |                                   | 269                            |
| متوسطة (صنفرة الخشب المجرد لتجهيزه للتشطيب، وللإزالة اللطيفة للورنيش، وتستخدم أيضًا كشريط مقبض لوح التزلج)                                    | P80                                     |                                   | 201                            |
| متوسطة (صنفرة الخشب المجرد لتجهيزه للتشطيب، وللإزالة اللطيفة للورنيش، وتستخدم أيضًا كشريط مقبض لوح التزلج)                                    |                                         | 80                                | 190                            |
| ناعمة (صنفرة الخشب المجرد لتجهيزه للتشطيب، ليست مناسبة لإزالة الطلاء أو الورنيش من الخشب، تستخدم لتنظيف الخشب من بقع المياه والمواد اللاصقة) | P100                                    |                                   | 162                            |
| ناعمة (صنفرة الخشب المجرد لتجهيزه للتشطيب، ليست مناسبة لإزالة الطلاء أو الورنيش من الخشب، تستخدم لتنظيف الخشب من بقع المياه والمواد اللاصقة) |                                         | 100                               | 140                            |
| ناعمة (صنفرة الخشب المجرد لتجهيزه للتشطيب، ليست مناسبة لإزالة الطلاء أو الورنيش من الخشب، تستخدم لتنظيف الخشب من بقع المياه والمواد اللاصقة) | P120                                    |                                   | 125                            |
| ناعمة (صنفرة الخشب المجرد لتجهيزه للتشطيب، ليست مناسبة لإزالة الطلاء أو الورنيش من الخشب، تستخدم لتنظيف الخشب من بقع المياه والمواد اللاصقة) |                                         | 120                               | 115                            |
| ناعمة جدًا (صنفرة الخشب المجرد) | P150                                    |                                   | 100                            |
| ناعمة جدًا (صنفرة الخشب المجرد) |                                         | 150                               | 92                             |
| ناعمة جدًا (صنفرة الخشب المجرد) | P180                                    | 180                               | 82                             |
| ناعمة جدًا (صنفرة الخشب المجرد) | P220                                    | 220                               | 68                             |
| الحبيبات الصغيرة |                                         |                                   |                                |
| ناعم جدًا (صنفرة الزخارف الموجودة بين الأغلفة)                                                                                                | P240                                    |                                   | 58.5                           |
| ناعم جدًا (صنفرة الزخارف الموجودة بين الأغلفة)                                                                                                |                                         | 240                               | 53.0                           |
| ناعم جدًا (صنفرة الزخارف الموجودة بين الأغلفة)                                                                                                | P280                                    |                                   | 52.2                           |
| ناعم جدًا (صنفرة الزخارف الموجودة بين الأغلفة)                                                                                                | P320                                    |                                   | 46.2                           |
| ناعم جدًا (صنفرة الزخارف الموجودة بين الأغلفة)                                                                                                | P360                                    |                                   | 40.5                           |
| نعومة إضافية، بدء طلاء الخشب |                                         | 320                               | 36.0                           |
| نعومة إضافية، بدء طلاء الخشب | P400                                    |                                   | 35.0                           |
| نعومة إضافية، بدء طلاء الخشب | P500                                    |                                   | 30.2                           |
| نعومة إضافية، بدء طلاء الخشب |                                         | 360                               | 28.0                           |
| نعومة إضافية، بدء طلاء الخشب | P600                                    |                                   | 25.8                           |
| فائقة النعومة (الصنفرة النهائية للتشطيب، والصنفرة النهائية للخشب)                                                                            |                                         | 400                               | 23.0                           |
| فائقة النعومة (الصنفرة النهائية للتشطيب، والصنفرة النهائية للخشب)                                                                            | P800                                    |                                   | 21.8                           |
| فائقة النعومة (الصنفرة النهائية للتشطيب، والصنفرة النهائية للخشب)                                                                            |                                         | 500                               | 20.0                           |
| فائقة النعومة (الصنفرة النهائية للتشطيب، والصنفرة النهائية للخشب)                                                                            | P1000                                   |                                   | 18.3                           |
| فائقة النعومة (الصنفرة النهائية للتشطيب، والصنفرة النهائية للخشب)                                                                            |                                         | 600                               | 16.0                           |
| فائقة النعومة (الصنفرة النهائية للتشطيب، والصنفرة النهائية للخشب)                                                                            | P1200                                   |                                   | 15.3                           |
| مفرطة النعومة (الصنفرة النهائية والطلاء للزخارف الكثيفة)                                                                                     | P1500                                   | 800                               | 12.6                           |
| مفرطة النعومة (الصنفرة النهائية والطلاء للزخارف الكثيفة)                                                                                     | P2000                                   | 1000                              | 10.3                           |
| مفرطة النعومة (الصنفرة النهائية والطلاء للزخارف الكثيفة)                                                                                     | P2500                                   |                                   | 8.4                            |

## لقراءات أخرى
- مايكل درسدنر (1992). كتاب تشطيب الخشب. صحافة تاونتون. الترقيم الدولي 1-56158-037-6

## وصلات خارجية
- الاتحاد الدولي لمُنتجي مواد الكشط الأوروبيين
- sizes.com on sandpaper